# Филип фон Ербах
Филип фон Ербах (на немски: Philipp von Erbach; * пр. 1223; † 1245/1251) от род Ербах, е шенк на Ербах в Оденвалд и министър на пфалцграфа при Рейн.

## Произход и наследство
Той е син на Герхард I фон Ербах († 13 май 1223), шенк на крал Хайнрих VI (1196 – 1221) и министър на пфалцграфа при Рейн. Внук е на Еберхард II фон Ербах († сл. 1184).
Към края на 12 век се създава замък в Ербах в Оденвалд. През 1270 г. е първото разделяне на Ербахите на линиите:
- Стара линия Ербах-Ербах (до 1503)
- Средна линия Ербах-Райхенберг (Фюрстенау)
- Млада линия Ербах-Михелщат (до 1531)

## Деца
Филип фон Ербах има трима сина:
- Еберхард III фон Ербах (* пр. 1251; † 21 юли 1269), наследствен шенк на Ербах-Райхенбах 1251, женен за Анна фон Бикенбах († сл. 1269)
- Конрад I фон Ербах (* пр. 1251; † сл. 1290), шенк на Ербах-Ербах
- Герхард II фон Ербах († пр. 1255)